# Kituba (genre)
Cet article concerne le genre d'araignées. Pour la langue bantoue, voir Kituba.
Genre
Kituba est un genre d'araignées aranéomorphes de la famille des Gnaphosidae.

## Distribution
Les espèces de ce genre sont endémiques du Congo-Kinshasa.

## Liste des espèces
Selon World Spider Catalog (version 21.0, 22/06/2020) :
- Kituba langalanga Rodrigues & Rheims, 2020
- Kituba mayombensis Rodrigues & Rheims, 2020

## Étymologie
Le nom du genre est une référence au kituba, un créole basé sur le kikongo considéré comme une des langues officielles de la République démocratique du Congo.

## Publication originale
- Rodrigues & Rheims, 2020 : An overview of the African genera of Prodidominae spiders: descriptions and remarks (Araneae: Gnaphosidae). Zootaxa, no 4799(1), p. 1-80.